# Athyrium microphyllum
Athyrium microphyllum là một loài dương xỉ trong họ Athyriaceae. Loài này được Alston mô tả khoa học đầu tiên.

## Hình ảnh

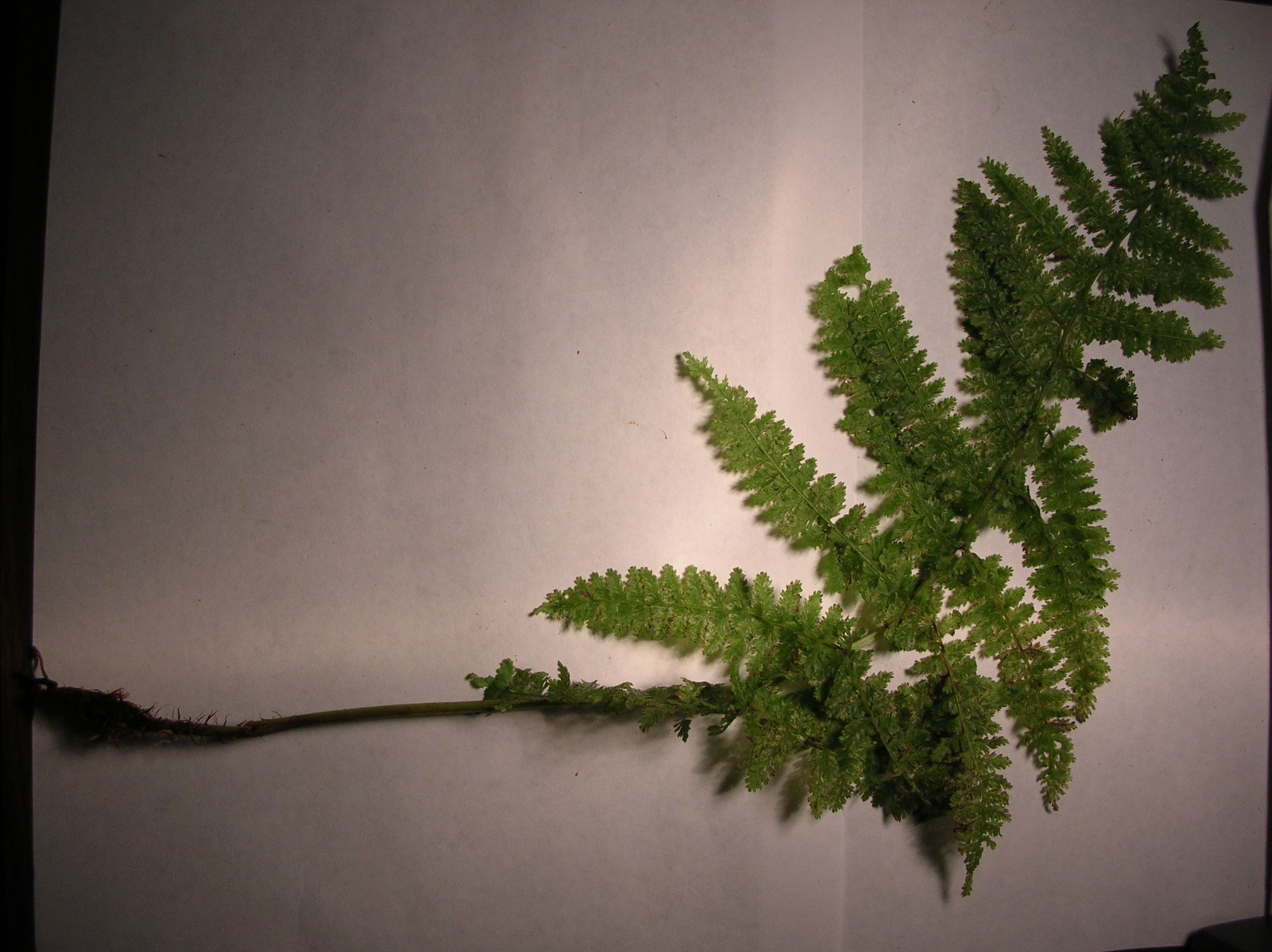
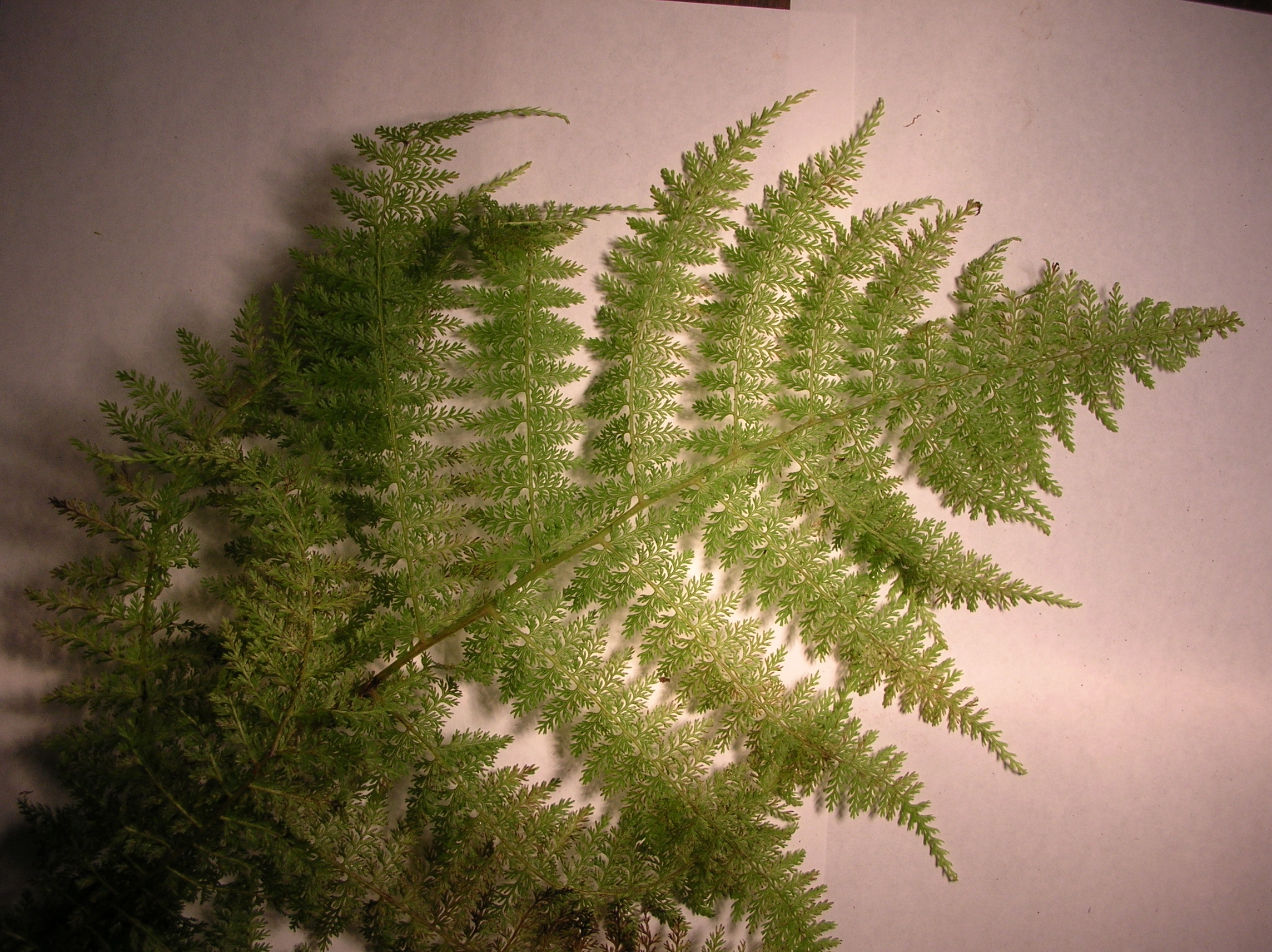
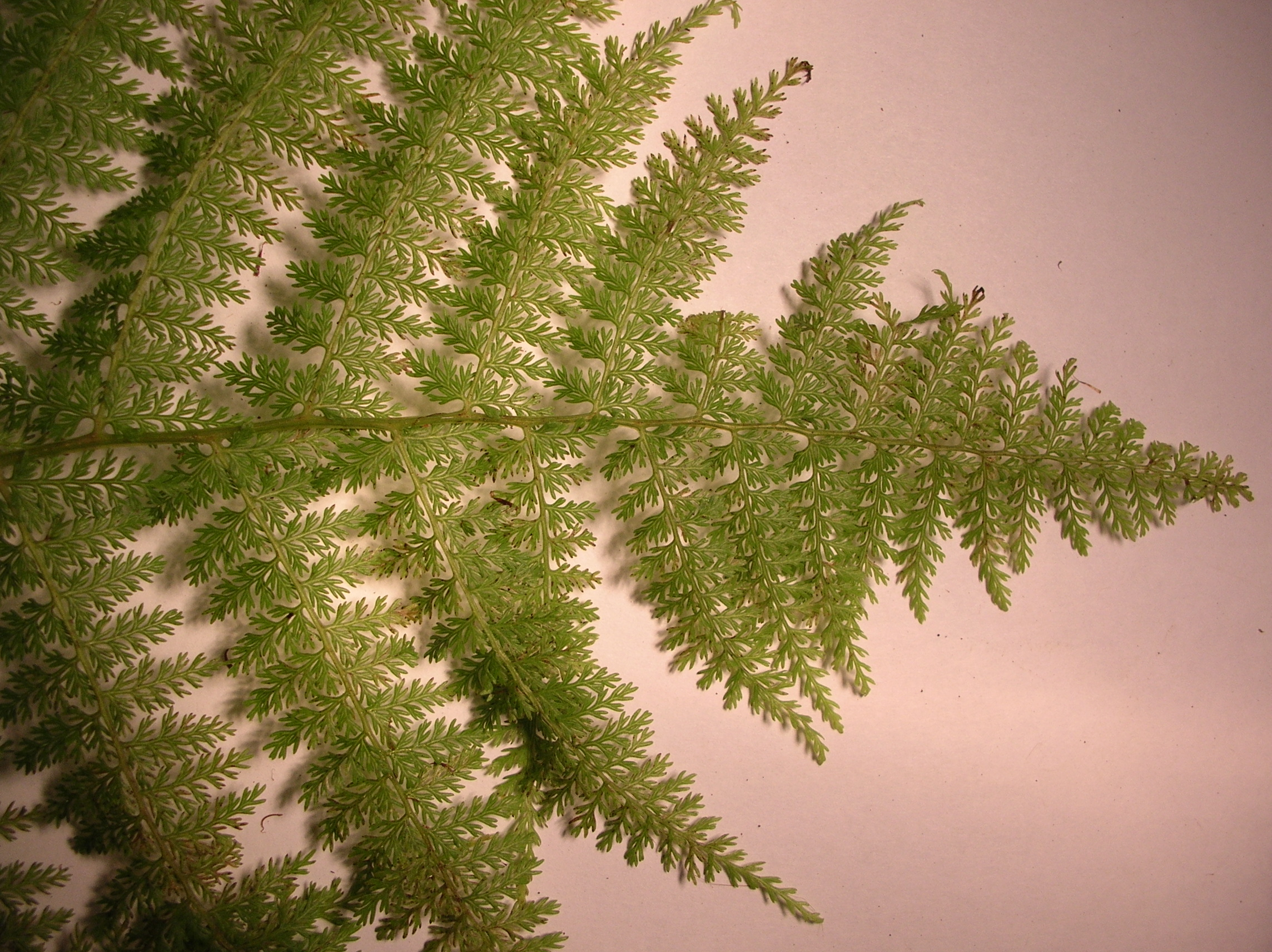
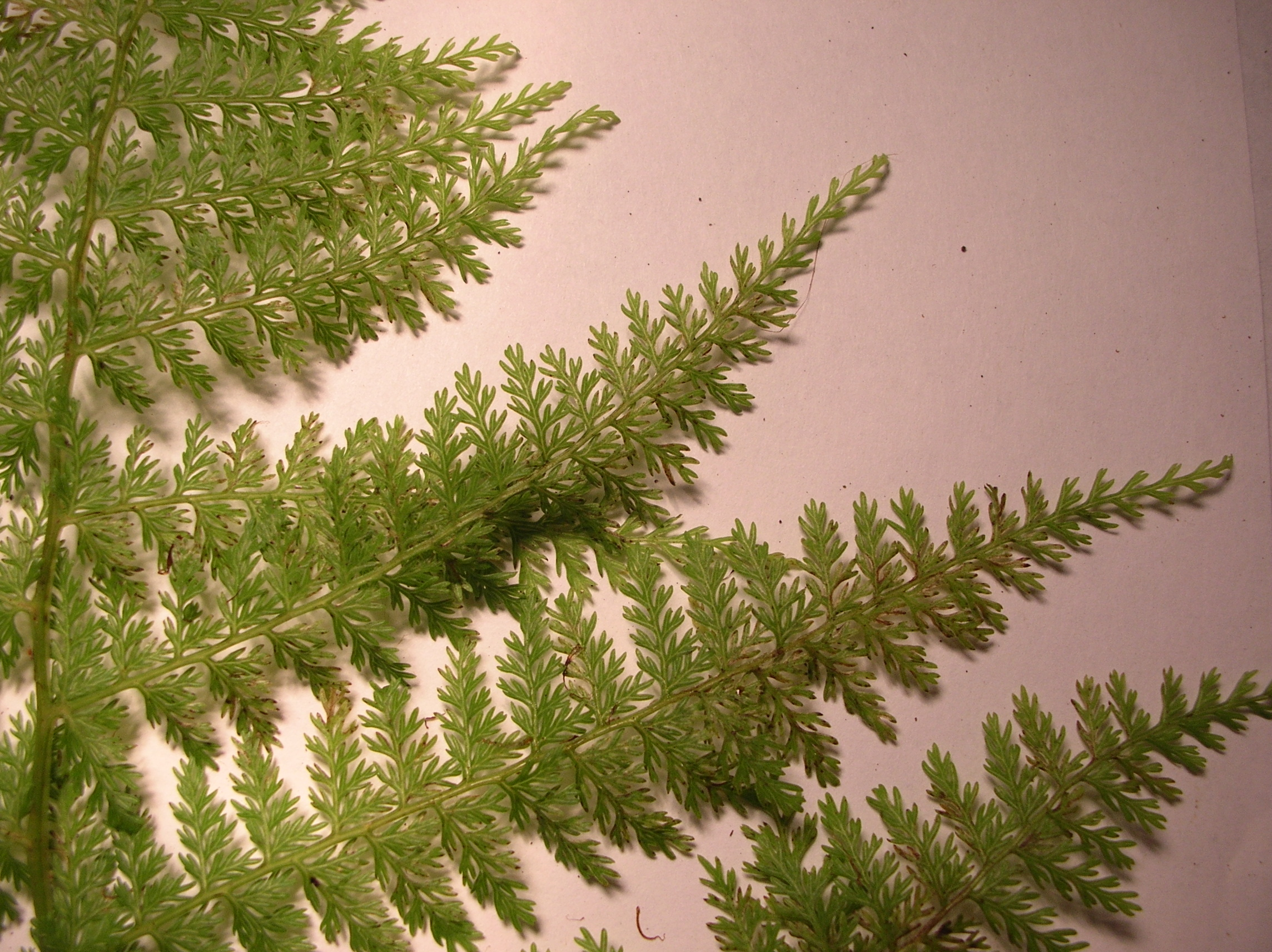